# استاروکیزگانوو
استاروکیزگانوو (انگلیسی: Starokizganovo) یک شهرک در شهرستان بورایفسکی باشقیرستان کشور روسیه است.